# Стадник, Станислав Митрофанович
Станисла́в Митрофа́нович Ста́дник (21 мая 1940, Ташкент, СССР — 14 декабря 1998, Ташкент, Узбекистан) — советский футболист, нападающий. Мастер спорта.

## Биография
Чемпионат СССР 1960 года Стадник начал в «Кайрате». Однако не сыграв ни одного матча в мае перешёл в «Пахтакор». Проведя 2 хороших сезона, Станислав был приглашён в московское «Динамо». В составе бело-голубых он дебютировал 2 мая 1962 года в матче против «Беларуси». Стадник вышел в стартовом составе и на 81-й минуте забил второй гол своей команды, принеся победу «Динамо» со счётом 2:0. Всего в 1962 и 1963 годах он сыграл за москвичей 18 матчей и дважды забил.
В 1963 вернулся в «Пахтакор», но спустя три сезона покинул клуб из-за конфликта с главным тренером Михаилом Якушиным.
Завершал карьеру в различных узбекских клубах низших дивизионов. Некоторое время спустя работал тренером.
Скончался 14 декабря 1998 года, похоронен на Боткинском кладбище Ташкента.

## Достижения
«Динамо»
- Чемпион СССР: 1963[источник не указан 4133 дня]